# Volnei Morastoni
Volnei José Morastoni (Rio do Sul, 25 de setembro de 1950) é um médico e político brasileiro.

## Trajetória

### Primeiros anos
Em 1976 graduou-se em medicina pela Universidade Federal do Paraná. É pós-graduado em pediatria pelo Hospital de Clínicas da Universidade Federal do Paraná, e também em saúde pública pela Escola Nacional de Saúde Pública da Fundação Oswaldo Cruz, no Rio de Janeiro. No início da carreira trabalhou no Hospital Infantil Menino Jesus de Itajaí e como médico voluntário na APAE local.
Quando estudante, na década de 1970, logo no início da vida política, filiou-se ao Movimento Democrático Brasileiro (MDB). Em 1989 ingressou no Partido dos Trabalhadores (PT), e logo despontou como liderança política municipal, elegendo-se por duas vezes consecutivas para a Câmara de Vereadores de Itajaí, entre de 1989 e 1994. Destacou-se na luta pelos direitos da criança, principalmente em defesa do direito da mãe acompanhante para crianças hospitalizadas e pelos direitos dos pacientes no Hospital e Maternidade Marieta Konder Bornhausen, além da luta pela municipalização do porto de Itajaí.

### Deputado estadual
Em 1994, o vereador Volnei Morastoni foi eleito deputado estadual, sendo reeleito em 1998, 2002 e 2010. Em seu terceiro mandato na Assembleia Legislativa, o deputado Volnei Morastoni foi eleito presidente da casa legislativa para o período 2003/2004. Durante este período exerceu interinamente o cargo de governador do Estado de Santa Catarina, em substituição ao então governador Luiz Henrique da Silveira. No seu quarto mandato como deputado estadual, de 2011 a 2014, presidiu a Comissão Estadual de Saúde.
Seus mandatos foram sempre pautados pela defesa e melhoria da saúde pública. No último exercício com deputado estadual e à frente da Comissão de Saúde do Estado, percorreu o estado com audiências públicas para realizar um diagnóstico da situação da saúde e dos hospitais de Santa Catarina.

### Prefeito de Itajaí
Em 2005 foi eleito prefeito da cidade de Itajaí. Com Volnei na prefeitura, Itajaí foi proporcionalmente a cidade que recebeu o maior volume de verbas do Plano de Aceleração do Crescimento (PAC), per capita. O investimento em obras de saneamento, habitação e porto, entre outras, foi o maior do Brasil. A barragem do rio Itajaí-Mirim para o controle de salinidade de água no seu ponto de captação e abastecimento da cidade foi mais uma conquista histórica, que mudou a vida dos itajaienses para sempre.
Nas eleições municipais de Itajaí concorreu pelo PMDB (atual MDB), em 2016, sagrou-se vitorioso, e assumiu o cargo de prefeito novamente em 1 de janeiro de 2017. Foi re-eleito em 2020 concorrendo pelo mesmo partido.
Em 2020, ganhou destaque nacional por defender tratamentos sem comprovação científica contra a Covid, como o uso da cânfora e a aplicação de ozônio por via retal.

## Desempenho em eleições
| Ano  | Eleição             | Cargo    | Partido | Nº | Coligação                                                            | Vice/Suplentes        | Despesas (R$) | Votos  | %      | Resultado |
| ---- | ------------------- | -------- | ------- | -- | -------------------------------------------------------------------- | --------------------- | ------------- | ------ | ------ | --------- |
| 2004 | Municipal de Itajaí | Prefeito | PT      | 13 | Todos por Itajaí (PDT, PT, PMDB, PSC, PL, PSDC, PHS, PMN, PV, PCdoB) | Eliane Rebello (PMDB) |               | 48.565 | 54,15% | Eleito    |
| 2016 | Municipal de Itajaí | Prefeito | PMDB    | 15 | A Mudança que Itajaí Precisa (PMDB, PDT, PPS, PATRIOTA, PV)          | Marcelo Sodré (PDT)   | 1,00 milhão   | 38.613 | 36,62% | Eleito    |
| 2020 | Municipal de Itajaí | Prefeito | MDB     | 15 | Avança Itajaí (MDB, PL, DEM, PROS, PDT, PTB, PSC, CIDADANIA, PSB)    | Marcelo Sodré (PDT)   | 1,54 milhão   | 49.888 | 47,98% | Eleito    |